# Улица Степана Разина (Самара)
У́лица Степа́на Ра́зина — находится в Самарском районе городского округа Самара между улицей Алексея Толстого и улицей Куйбышева. Берёт начало недалеко от берега реки Самары в районе Хлебной площади, пролегает вдоль реки Волги. Пересекает Комсомольскую, Пионерскую, Венцека, Ленинградскую, Некрасовскую и заканчивается пересечением с улицей Льва Толстого.
Это одна из старейших улиц Самары.

## Этимология годонима
Улица носила разные названия: Алексеевская, Симбирская, Земляная. После постройки храма Вознесения Господня получила название Вознесенская.
Переименована 12 февраля 1923 года в честь народного героя Степана Тимофеевича Разина.

## Здания и сооружения
По данным интернет-журнала «Другой город», с 1920-х до 1960 года на этой улице располагалось много офисов «силовых ведомств», так что даже отрезок улицы от Комсомольской до Пионерской именовался проездом Дзержинского.
Чётная сторона
- № 16 — АО «Самарский электромеханический завод». 4-этажное кирпичное здание. На здании установлена мемориальная доска Герою Советского Союза Ивану Васильевичу Седову — рабочему завода, который погиб на поле боя в 1943 году[3].
- № 22А — школа № 1[4]
- № 44 — 5-этажный жилой дом построен в 1937 году, 4 подъезда, кирпичные стены, деревянные перекрытия[2].
- № 46 — Культурный центр ГУВД Самарской области Концертный зал «Дзержинка»
- № 56 — малоэтажный жилой дом (2 этажа, 3 подъезда)
- № 56А — ветеринарная клиника
- № 78 — Вознесенский собор, старейший православный храм Самары[5][6][7][8][9].
- № 82 — бывший дом Сурошникова, объект культурного наследия местного значения № 6300278001[10]. в этом здании находился детский сад (МБДОУ) № 48[4], на 2018 год здание в аварийном состоянии[11]
- № 84 — бывший дом Шадрина построен в конце XIX века, объект культурного наследия № 6300279000.[12]
- № 86 — бывший дом Бровкина, объект культурного наследия[13]
- № 94 — детский клуб
- № 102 — стоматология
- № 106 — особняк был построен архитектором Щербачёвым для лесопромышленника Фирса Наймушина; затем был продан графине Толстой[14]. Во время Великая Отечественной войны в этом здании находилась Военная миссия Великобритании. В 1990-х годах в этом доме располагался центр «Семья». Осенью 2007 года здание сильно пострадало от пожара, полностью разрушено. Существует проект по восстановлению[15][16].
- № 108 — во время Великой Отечественной войны в этом здании находилось посольство Китая
- № 126 — в этом здании во время Великой Отечественной войны находилось посольство Греции в СССР.
- № 128 — бывший дом Сивре, построен в 1890 годах, объект культурного наследия № 6300285001[17]; сейчас в нём гостиница и ресторан
- № 130 — во время Великой Отечественной войны находилось посольство Ирана
- № 136 — медицинское учреждение
- № 138 — офисное здание (различные организации)
- № 174 — детский клуб «Планета детства», медицинская компания «Клиника доктора Кравченко».

Нечётная сторона
- № 3А — бывшая Хлебная биржа, двухэтажное здание в стиле неоклассицизма, 1898 года постройки, по проекту архитектора Александра Щербачёва. Объект культурного наследия № 6300092000[18]
- № 27 — РОВД Волжского района
- 31А — двухэтажное кирпичное здание во дворе (внутри квартала), бывшая столовая ОГПУ[2]
- № 35 — медсанчасть ГУВД Самарской области
- № 37 — Управление федеральной службы безопасности (УФСБ) РФ по Самарской области
- № 49 — школа № 63 с углубленным изучением отдельных предметов, одна из старейших школ города Самары[19] МОУ ДОД МХШ № 1[4]
- № 71А — офис Почётного консула Италии в Самаре
- № 77А — Художественно-реставрационные мастерские музея истории г. Самары
- 81, 85, 87 — старые двухэтажные кирпичные дома
- 83 — двухэтажный дом, отреставрирован
- 89 — 10-этажный жилой дом 2009 года постройки, кирпич
- № 101 — жилой дом с коммерческими площадями на первом этаже, 1999 года постройки, кирпич, железобетонные перекрытия.

## Транспорт
Почти на всём протяжении улицы движение общественного транспорта отсутствует, и только в её начале — вокруг Хлебной площади — ходят автобусы, троллейбусы, трамваи, маршрутные такси.

## Фотографии
- Дом Бровкина
- Дом Сурошникова
- Дом Шадрина